# ホウラ

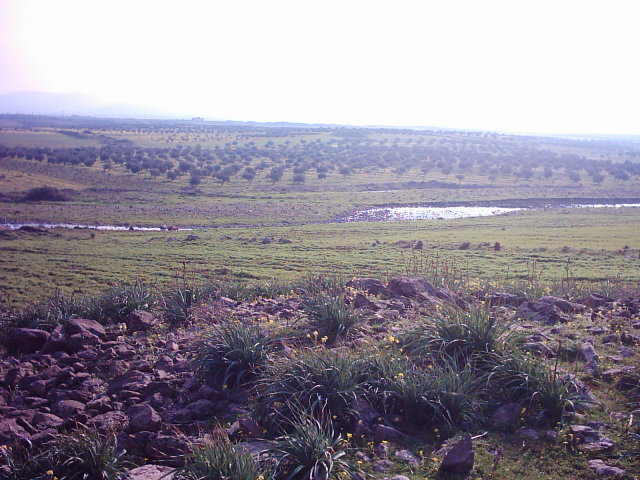
ホムス県ホウラ地方でのオリーブ栽培、2005年春

ホウラ（アラビア語: الحولة 英語: Houla）は、シリア（シリア・アラブ共和国）西部ホムス県にある地域である。2012年5月25日、ホウラ虐殺事件が起きた。